# 호세인 호세이니
세예드 호세인 호세이니(페르시아어: سید حسین حسینی, Seyed Hossein Hosseini, 1992년 6월 30일 ~ )는 이란의 축구 선수로, 현재 이란 페르시안 걸프 프로리그의 세파한에서 골키퍼로 활약하고 있다.

## 국제 경력
호세이니는 2009년 니제리아에서 개최된 2009년 FIFA U-17 월드컵에서 이란 U-17 축구 국가대표팀을 대표하여 출전하였다. 그는 또한 이란 U20 대표로도 출전하였다.
2017년 11월 3일, 호세이니는 카를로스 케이로시 감독에 의해 이란 축구 국가대표팀의 훈련 캠프에 참가하도록 선발되었다. 하지만 최종 명단에는 포함되지 않았다. 2018년 3월 17일, 그는 시에라리온과의 경기에서 전반 종료 후 하메드 락의 대체 선수로 나와 이란이 4-0으로 승리한 경기에서 호세이니는 깨끗한 무실점 경기를 펼쳤다. 2018년 5월, 그는 러시아에서 개최된 2018년 월드컵을 위한 이란의 예비 명단에 이름을 올렸다. 그러나 최종 23인 명단에는 포함되지 않았다.
2022년 FIFA 월드컵에서 이란이 잉글랜드와의 경기에서 호세이니는 선발 골키퍼인 알리레자 베이란반드가 팀 동료인 수비수 마지드 호세이니와 충돌하여 뇌진탕 대체 선수로 투입되었다. 이는 월드컵에서 특별한 뇌진탕 대체 선수를 처음으로 사용한 경우였다. 베이란반드는 코도 부러지는 부상을 입었다. 경기는 이란이 2골을 넣고 6골을 내주며 끝났다.